# 天白區
天白區（日语：／ Tenpaku ku */?）為位於日本愛知縣名古屋市東部的區，轄區內多為丘陵地，天白川由東向西穿過轄區中央區域。

## 歷史
在令制國時代時本地屬於尾張國愛知郡，17世紀進入江戶時代後，大部分區域都成為尾張藩的領地，19世紀末明治維新實施廢藩置縣後改隸屬名古屋縣，在1872年的第一次府縣整併後繼續隸屬新整併而成的名古屋縣，而名古屋縣在四個月後更名為愛知縣。
1878年名古屋城下的區域設立為名古屋區，名古屋區在1889年成為名古屋市，而現在的天白區在當時仍未屬於名古屋市，而是分屬島野村、植田村、平針村，1906年這三個行政區劃以及彌富村的部分地區被整併為天白村。
天白村在1955年被併入名古屋市後，最初被劃入昭和區，直到1975年名古屋市再將舊天白村的大部分區域劃出新設立為天白區。

## 交通

### 鐵路
- 名古屋市營地下鐵
  - 鶴舞線：（←名古屋市昭和區） - 鹽釜口車站 - 植田車站 - 原車站 - 平針車站 - （日進市）
  - 櫻通線：（←名古屋市南區） - 野並車站 - 鳴子北車站 - （名古屋市綠區）
  - 名城線：（←名古屋市昭和區） - （通過轄內但未設置車站） - （名古屋市瑞穗區→）

## 外部連結
- （日語） 名古屋市天白区役所的Facebook專頁
- （日語） 天白区役所的Instagram帳戶